# Reaching Horizons
Reaching Horizons è un album discografico di tipo demo del gruppo musicale brasiliano Angra, pubblicato nel 1993. 

## Tracce
1. Carry On – 6:35
2. Queen Of The Night – 4:56
3. Angels Cry – 7:16
4. Time – 5:40
5. Evil Warning – 6:24
6. Reaching Horizons – 5:35
7. Carry On – 6:37
8. Don't Despair – 5:11
9. Wuthering Heights – 5:10

## Formazione
- André Matos — voce, tastiera
- Kiko Loureiro — chitarra
- Rafael Bittencourt — chitarra
- Luís Mariutti — basso
- Marco Antunes — batteria